# Magda Foy
Pour les articles homonymes, voir Foy.
Magdelena Patricia Foy connue sous le diminutif Magda Foy (née le 13 juillet 1905 à Manhattan aux États-Unis et morte le 2 février 2000  à Port Jefferson) est une actrice américaine du cinéma muet américain, qui fut une enfant star, commençant à tourner dès l'âge de cinq ans.

## Filmographie partielle
- 1910 : The Doll[2]
- 1910 : A Child's Sacrifice (court-métrage)
- 1911 : Grandmother's Love (court-métrage)
- 1911 : The Little Kiddie Mine (court-métrage)
- 1911 : Baby's Choice (court-métrage)
- 1911 : The Will of Providence (court-métrage)
- 1911 : Only a Squaw (court-métrage)
- 1912 : A Solax Celebration (court-métrage)
- 1912 : Treasures on the Wing (court-métrage)
- 1912 : The Love of the Flag (court-métrage)
- 1912 : The High Cost of Living (court-métrage)
- 1912 : The Strike (court-métrage)
- 1912 : Fra Diavolo d'Alice Guy
- 1912 : Just a Boy (court-métrage)
- 1912 : The Glory of Light (court-métrage)
- 1912 : The Reformation of Mary (court-métrage)
- 1912 : The Sewer (court-métrage)
- 1912 : The Detective's Dog (court-métrage)
- 1912 : Child of the Tenements (court-métrage)
- 1912 : Les Feuilles chéant (en) (court-métrage)
- 1912 : Sealed Lips (court-métrage)
- 1912 : God Disposes (court-métrage)
- 1912 : Christmas Presents (court-métrage)
- 1913 : The Coming of Sunbeam (court-métrage)
- 1913 : Blood and Water
- 1913 : A Child's Intuition (court-métrage)
- 1917 : Man's Woman

## Crédit d'auteurs
- (en) Cet article est partiellement ou en totalité issu de l’article de Wikipédia en anglais intitulé « Magda Foy » (voir la liste des auteurs).